# Ângelo Torres
Ângelo José Bandeira Torres (* 14. April 1968 in Santa Isabel, Äquatorialguinea) ist ein são-toméisch-portugiesischer Schauspieler und Regisseur.

## Leben
Er wurde in Äquatorialguinea geboren, wo seine Eltern im Exil lebten. Sie stammen aus São Tomé und Príncipe, wohin sie nach der Unabhängigkeit ihres Landes von der Kolonialmacht Portugal 1975 zurückkehrten. 1979 ging Torres im Rahmen eines Kooperationsabkommens nach Kuba, wo er nach Abschluss der weiterführenden Schule eine Ingenieursausbildung (Lebensmitteltechnologie, Bereich Kühltechnik) am Instituto Superior Politécnico Lázaro Cárdenas del Río begann. Zum Zwecke eines Berufspraktikums kam er 1989 zurück nach Portugal, wo er sich vorher bereits eine Zeit aufgehalten hatte. Sein technisches Interesse war nicht ausgeprägt, und so ergriff er die Gelegenheit, als sich ihm die Möglichkeit einer Rolle in einem Fernseh-Mehrteiler bot, nachdem er bereits eine kleine Rolle in einem Spielfilm hatte. Nach O Café do Ambriz folgte eine weitere Fernsehserienrolle, in Por Mares Nunca Dantes Navegados. Das Lob für seine Darstellungen 1991 ermunterte ihn, den Schauspielberuf zu ergreifen. Seither spielte er die unterschiedlichsten Rollen, etwa im genreübergreifenden Film Nha Fala – Meine Stimme (2002) den eingebildeten Neureichen im kapverdischen Mindelo, oder den tabubrechenden Eingeborenen im Kolonialdrama A Tempestade da Terra (1998). Für seine Rolle im „portugiesischen Western“ Estrada de Palha von Rodrigo Areias (2012) wurde er beim Caminhos-do-Cinema-Português-Filmfestival ausgezeichnet.
Neben Rollen in Film und Fernsehen erhielt er auch Angebote vom Theater. Erstmals stand er 1992 in zwei Stücken von Heiner Müller auf der Bühne, von Luís Miguel Cintra inszeniert am Teatro Bairro Alto nahe des Lissabonner Bairro Alto. Es folgten zahlreiche weitere Theaterrollen, u. a. in Os Emigrantes („Emigranten“ von Sławomir Mrożek, 1998 am Teatro Politeama), Orgia (von Pier Paolo Pasolini, 1999 am Teatro Politeama) und Tito Andrónico (Titus Andronicus von William Shakespeare, 2003 am Teatro Nacional D. Maria II).
Neben wenigen Auftritten im Fernsehen (etwa in der Sitcom Pensão Estrela 1996/1997) entwickelte er auch zahlreiche andere Aktivitäten. So war er 1993–1994 Trompeter und Perkussionist des Polip Plok Orchestras, das live Musik spielte zu Stummfilmen (Nosferatu – Eine Symphonie des Grauens von Murnau, und Harte Arbeit am Fluss Douro von Manoel de Oliveira), in Dänemark, Frankreich und Portugal. Auch hat er seit 1994 in über 1.500 Lesungen, in Schulen, Theatern, Büchereien und Kulturzentren in Portugal und Spanien, überlieferte afrikanische Erzählungen vorgetragen.
Er gilt heute als etablierter Schauspieler des Portugiesischen Films, trat aber auch schon in internationalen Produktionen auf, so in Frankreich und Italien. Nach seiner Rolle im prämierten Film Es war einmal in Afrika wurde er auf der Berlinale 2004 als Shooting Star ausgezeichnet.
2005 führte er Regie bei dem Dokumentarfilm Mionga ki Ôbo (Meer und Wald). Er porträtierte die Gemeinschaft der Angolares und ihre besondere Beziehung zum Meer und zum Wald zugleich. Die Gemeinschaftsproduktion von RTP2 und Canal France International, gefördert u. a. vom Instituto Camões und dem Centre national du cinéma et de l’image animée (CNC), erschien 2010 in der portugiesischen DVD-Serie África em docs (Afrika im Dokumentarfilm). 2007 führte Torres Regie bei seinem Kurzfilm Kunta.

## Filmografie
Regie
- 2005: Mionga ki Ôbo (Doku.)
- 2007: Kunta (Kurzfilm), auch Drehbuch
- 2013: Aqui a Batalha de Yaguajay – Sobreviventes (Doku.)
- 2017: O Solo Sagrado da Terra (Doku.)

Darsteller
- 1986: Duma Vez por Todas; R: Joaquim Leitão
- 1991: O Café do Ambriz (TV-Serie)
- 1991: Por Mares Nunca Dantes Navegados (TV-Serie)
- 1992: Xavier; R: Manuel Mozos
- 1993: A Cidade de Fausto (Fernsehfilm)
- 1993: Encontros Imperfeitos; R: Jorge Marecos Duarte
- 1994: Sozinhos em Casa (Fernsehserie, eine Folge)
- 1995: O Miradouro da Lua (Sprechrolle); R: Jorge António
- 1996: A Mulher do Sr. Ministro (Fernsehserie, eine Folge)
- 1996: Novacek (Fernsehserie, eine Folge)
- 1996: Fremdes Land (Terra Estrangeira); R: Walter Salles, Daniela Thomas
- 1997: Estado de Sítio (Video)
- 1996–1997: Pensão Estrela (Fernsehserie)
- 1997: Polícias (Fernsehserie, eine Folge)
- 1998: Conversas Secretas (Fernsehserie)
- 1998: Ilunga; R: Miguel Petchovski
- 1998: A Tempestade da Terra; R: Fernando D´Almeida e Silva
- 1999: Ora Viva! (Fernsehserie, eine Folge)
- 1999: Sofá Vermelho (Fernsehserie)
- 1999: O Fura-Vidas (Fernsehserie)
- 1999: Jornalistas (Fernsehserie, eine Folge)
- 2000: Der Held aus Apulien (Vola Sciusciù, Fernsehfilm); R: Joseph Sargent
- 2000: Almirante Reis (Kurzfilm); R: Fernando Vendrell
- 2000: Black & White (Kurzfilm); R: Daniel Blaufuks
- 2000: A Noiva (Fernsehfilm); R: Luís Galvão Teles
- 2000: Entre Nós (Kurzfilm); R: Margarida Cardoso
- 2001: Querido Professor (Fernsehserie, eine Folge)
- 2002: Sociedade anónima (Fernsehserie)
- 2002: La mort est rousse (Fernsehfilm); R: Christian Faure
- 2002: Nha Fala – Meine Stimme; R: Flora Gomes
- 2002: 88 (Fernsehfilm); R: Edgar Pêra
- 2002: Storia di guerra e d'amicizia; R: Fabrizio Costa
- 2003: Preto E Branco; R: José Carlos de Oliveira
- 2002: Volpone (Fernsehfilm); R: Frédéric Auburtin
- 2004: Tudo Isto É Fado; R: Luís Galvão Teles
- 2004: Es war einmal in Afrika (A Costa dos Murmúrios); R: Margarida Cardoso
- 2005: Hi! Am Erica; R: Yannis Ioannou
- 2008: Oberfläche (Superfície, Kurzfilm); R: Rui Xavier
- 2008: A Ilha dos Escravos; R: Francisco Manso
- 2008: Casos da Vida (Fernsehserie, eine Folge)
- 2008: Rebelde Way (Fernsehserie)
- 2008–2012: Liberdade 21 (Fernsehserie)
- 2009: Vamos Ouvir (Fernsehserie)
- 2009: O Último Condenado à Morte; R: Francisco Manso
- 2009: Equador (Fernsehserie)
- 2009: Vamos Ouvir (Fernsehserie)
- 2010: Conta-me Como Foi (Fernsehserie, eine Folge)
- 2011: Laços de Sangue (Fernsehserie)
- 2011: O Bar do Ti-Chico (Fernsehfilm); R: Ricardo de Almeida – auch Produzent
- 2012: Estrada de Palha; R: Rodrigo Areias
- 2012: Amareloazulpretoamarelo (Kurzfilm); R: Marta Sousa Ribeiro
- 2013: Maternidade (Fernsehserie, eine Folge)
- 2013: Bobô, R: Inês Oliveira
- 2013: A Mãe do Senhor Ministro (Fernsehserie, eine Folge)
- 2013: O Espinho Da Rosa; R: Filipe Henriques
- 2013: Estranhamento (Kurzfilm); R: Pedro Cabeleira
- 2014: Fortunato: D'aqui até São Torcato (Kurzfilm); R: João Rodrigues
- 2015: Ornamento e Crime; R: Rodrigo Areias
- 2015–2017: A Única Mulher (Fernsehserie)
- 2016: A Pedra (Kurzfilm); R: Ana Lúcia Carvalho
- 2017: A Ilha dos Cães; R: Jorge António
- 2017: Verão Danado; R: Pedro Cabeleira
- 2017: Ouro Verde (Fernsehserie)
- 2017: O Fim da Inocência; R: Joaquim Leitão
- 2018: A Herdeira (Fernsehserie)
- 2018: Gabriel; R: Nuno Bernardo
- 2018: Caminhos Magnétykos, R: Edgar Pêra
- 2018: Conta Um Conto (Fernsehserie, eine Folge)
- 2019: Para Além da Memória; R: Miguel Babo
- 2019: Prisioneira (Fernsehserie, 66 Folgen)
- 2020: O Último Banho; R: David Bonneville
- 2022: Ao Largo (Fernsehserie)